# 何茹連
何茹連，字萃拔，號吉茅，浙江江山人，清朝官員。

## 生平
乾隆三十年拔貢。乾隆五十八年（1793年）接替程文炘，擔任福建台灣府台灣縣知縣。